# Heidi Goossensová
Heidi Goossensová [Chósens] (* 13. dubna 1969 Herentals, Belgie) je bývalá reprezentantka Belgie v judu.

## Sportovní kariéra
S judem začínala ve 13 letech a vážněji se sportem začala zabývat v klubu JC Vosselaar. Později se připravovala v tréninkovém centru v Hooglede pod vedením Jean-Marie Dedeckera. Její sportovní kariéru přibrzdilo zranění v roce 1989. Po návratu si udržela pozici reprezentační jedničky, ale na mezinárodní scéně se na rozdíl od svých týmových kolegyň neprosazovala podle představ.
Olympijských her se účastnila celkem dvakrát. Jak v roce 1992 tak v roce 1996 vypadla v prvním kole. Především její účast na olympijských hrách v Atlantě byla kontroverzní. Její hlavní rivalka o nominaci Nicole Flagothierová s její účastí nesouhlasila a dovedla případ až k soudu. Flagothierová ve svůj prospěch uváděla lepší výsledky, formu a především fakt, že osobní trenér Goossensové Dedecker měl při finální nominaci hlavní slovo. Soud posvětil Goossensové start až několik týdnů před hrami a na jejím výsledku se to odrazila. Vypadla v prvním kole s průměrnou soupeřkou.
V roce 1997 do její váhové kategorie přišla další silná konkurentka Inge Clementová. V roce 1999 dostala po dlouhé době opět příležitost ke startu na větší akci a potom co jí nevyšla kvalifikace na olympijské hry v Sydney v roce 2000 ukončila sportovní karieru.

## Výsledky
| Turnaj             | 1986           | 1987           | 1988           | 1989           | 1990           | 1991           | 1992           | 1993           | 1994           | 1995           | 1996           | 1997           | 1998           | 1999           |
| Turnaj             | 17             | 18             | 19             | 20             | 21             | 22             | 23             | 24             | 25             | 26             | 27             | 28             | 29             | 30             |
| Turnaj             | pololehká váha | pololehká váha | pololehká váha | pololehká váha | pololehká váha | pololehká váha | pololehká váha | pololehká váha | pololehká váha | pololehká váha | pololehká váha | pololehká váha | pololehká váha | pololehká váha |
| ------------------ | -------------- | -------------- | -------------- | -------------- | -------------- | -------------- | -------------- | -------------- | -------------- | -------------- | -------------- | -------------- | -------------- | -------------- |
| Olympijské hry     |                |                |                |                |                |                | úč.            |                |                |                | úč.            |                |                |                |
| Mistrovství světa  | —              | úč.            |                | —              |                | úč.            |                | —              |                | 7.             |                | —              |                | —              |
| Mistrovství Evropy | —              | ?              | ?              | —              | —              | 7.             | 3.             | 5.             | —              | 2.             | —              | —              | —              | 5.             |
| ME juniorů         | 2.             | ?              |                |                |                |                |                |                |                |                |                |                |                |                |